# Odostomia heterocincta
Odostomia heterocincta är en snäckart som beskrevs av Bartsch 1912. Odostomia heterocincta ingår i släktet Odostomia och familjen Pyramidellidae. Inga underarter finns listade i Catalogue of Life.